# 2012年のサッカー
2012年のサッカー（2012ねんのサッカー）では、2012年（平成24年）における、日本および世界のサッカー界の動向をまとめる。

## できごと

### 1月
1日
- 【JFA】第91回天皇杯全日本サッカー選手権大会決勝で、FC東京が京都サンガを4-2で下し初優勝し、AFCチャンピオンズリーグ2012への出場権を獲得、1999年にJリーグが2部制になって以降J2勢の優勝は初めて。また前年のJ2クラブ同士の決勝は大会史上初。
- 【JFA】第33回全日本女子サッカー選手権大会決勝でINAC神戸レオネッサがアルビレックス新潟レディースを3-0で下し2年連続2回目の優勝。

5日
- 【JFA・JUFA】第60回全日本大学サッカー選手権大会決勝で専修大学が明治大学を、3-0で下し初優勝。
- 【JFA・JUWFA】2011年度 全日本大学女子サッカー選手権大会決勝で神奈川大学対日本体育大学は1-1のまま延長でも決着が付かず、規定により両校優勝。日本体育大学は3年ぶり14回目、神奈川大学は初優勝。

9日
- 【JFA・高体連】第90回全国高等学校サッカー選手権大会決勝が国立競技場で行われ、市立船橋高校（千葉）が四日市中央工業高等学校（三重）を延長戦の末2－1で下し9年ぶり5回目の優勝。千葉県勢の優勝は2007年度第86回全国高等学校サッカー選手権大会の流通経済大柏以来4年ぶり。
- 【FIFA・JFA】（現地時間）国際サッカー連盟(FIFA)の年間表彰式が行われ「世界最優秀女子選手」（バロンドール）に女子日本代表の澤穂希主将、「世界最優秀（女子）監督」に佐々木則夫女子日本代表監督を選出。（両部門のアジア人の受賞は初）またフェアプレー賞を日本サッカー協会が受賞。

12日
- 【JFA】1月12日に開催した日本サッカー協会理事会で、プロフェッショナルレフェリーとして新たに木村博之を認定した。

13日
- 【JFA・JFL】13日に行われたJFL理事会において、アルテ高崎が2012年以降の活動が困難であることからチーム移管をしたい旨の要望があった、しかし移管先がなかったので今後のJFLでの活動は困難と判断。そして運営団体である株式会社J・SからもJFLから退会したい旨の文書が提出され承認が得られたためJFLからの活動を終了。これにより2012年シーズンは17チームで競われることとなった。

17日
- 【Jリーグ】J2リーグが22クラブに達したことを受け、J2・JFL間での入れ替え制度を導入することを発表。

### 2月
1日
- 【エジプト】エジプト・プレミアリーグ第17節のアル・マスリ対アル・アハリ戦で暴動が発生。70人以上の死者を出す大惨事となった。詳細はエジプト・サッカー暴動を参照。

8日
- 【FIFA・AFC・JFA】 2011年12月のFIFA理事会にて、運営上の理由から当初予定のウズベキスタンから開催国を日本に変更する提案が出された『2012 FIFA U-20女子ワールドカップ』（8月19日～9月8日予定）について、日本政府が大会開催を承認。これにより、日本が2012 FIFA U-20女子ワールドカップを開催することが決定。日本で女子サッカーの国際大会が開催されるのは初となる。

### 3月
3日
- 【Jリーグ】ゼロックススーパーカップが国立霞ヶ丘競技場で行われ、柏レイソルが2-1でFC東京を下し初優勝。

7日
- 【FIFA】アルガルヴェ・カップ決勝、 ドイツが4-3で 日本を下し6年ぶり2回目の優勝。

12日
- 【エジプト】エジプト・サッカー暴動により延期されていた2011-12エジプト・プレミアリーグの中止が発表された。

16日
- 【FIFA】Kリーグで八百長に関与した崔成国に対し、FIFAは全世界のプロリーグでプレーを禁止すると発表した。

18日
- 【Jリーグ】横浜FCが岸野靖之監督を解任した。後任は未定で、田口貴寛ヘッドコーチが暫定で指揮を執る。

21日
- 【Jリーグ】横浜FCが19日に解任した岸野靖之監督の後任に山口素弘が就任。

24日
- 【エジプト】エジプトサッカー協会は、2月1日にサポーターが暴動を起こしたアル・マスリに対し、1年間国内大会への出場禁止処分を発表した。対戦相手のアル・アハリにも4試合の無観客試合という処分が下っている。

26日
- 【Jリーグ】ガンバ大阪がセホーン監督を解任した。後任はコーチの松波正信が就任。また、強化本部長の山本浩靖が辞任した。

### 4月
1日
- 【Jリーグ】Jリーグを管理している社団法人日本プロサッカーリーグが、プロスポーツ団体としては初めて公益社団法人へ移行し、公益社団法人日本プロサッカーリーグへと改称した。

2日
- 【イタリア】セリエA・アタランタBC所属のアンドレア・マジエッロが、前年所属していたASバーリの試合で八百長に関与していたとして逮捕された。

3日
- 【Jリーグ】Jリーグ・ザスパ草津が2013年シーズンからクラブ名を「ザスパクサツ群馬」に変更すると発表した。

4日
- 【ソマリア】ソマリアサッカー連盟会長モハムド・ヌールが自爆テロに巻き込まれ死亡したことがソマリア政府から発表された。

11日
- 【Jリーグ】川崎フロンターレが相馬直樹監督を成績不振により解任した。

14日
- 【イタリア】セリエB・ASリヴォルノ・カルチョ所属のピエルマリオ・モロジーニが、デルフィーノ・ペスカーラ1936との試合中に倒れ、病院に搬送されたが死亡した。これを受けてイタリアサッカー連盟は14日と15日に予定されていた国内リーグ戦全試合の延期を決めた。同国では先月、バレーボールのヴィゴール・ボボレンタが突然死した事件があったばかり。
- 【スペイン】レアル・マドリードのクリスティアーノ・ロナウドとFCバルセロナのリオネル・メッシがともにこの日のリーグ戦でシーズン41得点目を決め、スペイン1部リーグのシーズン最多得点記録を更新した。

16日
- 【韓国】Kリーグ八百長事件で選手資格を剥奪された元水原三星ブルーウィングスの李京煥が高層ビルから転落死したと韓国メディアが伝えた。自殺と見られている。

17日
- 【アルジェリア】アルジェリア・シャンピオナ・ナシオナル（アルジェリア1部）第25節のMCサイダ対USMアルジェ戦で暴動が発生した。その際USMアルジェ所属のアルジェリア代表・アブデルカデル・ライファウィが何者かにナイフで刺され負傷した。暴動はスタジアム外にも拡大し、40人以上が逮捕されたと報じられている。

23日
- 【Jリーグ】川崎フロンターレが相馬直樹前監督に代わる新監督として、元サッカー日本代表選手でサンフレッチェ広島等国内外7クラブでプレーした風間八宏の就任を発表。

24日
- 【FIFA/IOC】ロンドンオリンピックサッカー競技の男女グループリーグ対戦組み合わせ抽選会がウェンブリー・スタジアムで開催された。

25日
- 【アルジェリア】アルジェリア・シャンピオナ・ナシオナル（アルジェリア1部）のJSMベジャイア所属の選手が未払い賃金の支払いを求めてストライキを決行した。

27日
- 【FIFA】ゴール判定システムの導入計画が発表された。今後は試用を経て7月2日の会議で是非が決まる予定となっている。

29日
- 【ポルトガル】リーガ・ゾン・サグレス（ポルトガル1部）のUDレイリア対CDフェイレンセ戦で、UDレイリアがわずか8人で試合をするという珍事が発生した。給料の支払いが滞っていることを理由に16人の選手が退団。さらにマリ人MFアルフセイニ・ケイタが試合直前にクラブの金を盗み出し逃走するという事件まで発生した。選手の人数が足りなくなったUDレイリアはやむなく8人で試合に臨み、0-4で敗れた。

30日
- 【Jリーグ】ヴィッセル神戸が和田昌裕監督を成績不振により解任した。

### 5月
2日
- 【イタリア】ACFフィオレンティーナのデリオ・ロッシ監督が試合中に選手を殴ったとして解任された。ノヴァーラ・カルチョとの試合中途中交代に不満な態度を見せたアデム・リャイッチに口論の末手を出し、即日解任された。

5日
- 【ドイツ】ブンデスリーガ2011-12シーズンの最終節が行われ、ボルシア・ドルトムントがSCフライブルクに4-0で勝利した。この勝利でドルトムントは28試合負けなし、シーズン勝ち点81のブンデスリーガ新記録を樹立した。

6日
- 【Jリーグ】J2第13節栃木SC対アビスパ福岡（栃木県グリーンスタジアム）は激しい雷雨の為2度中断の後、後半24分に試合中止を決定、7日中止時点からの再開試合を決定、キックオフ後の中断中止試合が再開試合となるのは2009年の鹿島アントラーズ対川崎フロンターレ（カシマサッカースタジアム）以来3年ぶり史上2試合目。

8日
- 【Jリーグ】 日本サッカー協会は所属各チームに対し、日程を現在の春秋制から秋春制を変更する案を提示した。早ければ、2014-15シーズンから実現する。

13日
- 【イギリス】イングランドプレミアリーグの今季最終戦が行われ、マンチェスター・シティFCがロスタイムに逆転し勝利。44年ぶり3度目の優勝を飾った。

17日
- 【Jリーグ】 5月6日に行われた試合で雷雨による中断したままとなっていた、J2の栃木SC対アビスパ福岡戦の再開試合が行われた。再開試合はJリーグ史上2試合目。

19日
- 【Jリーグ】ヴィッセル神戸が和田昌裕前監督に代わる新監督として、元サッカー日本代表選手で昨年迄ガンバ大阪の監督を務めていた西野朗の就任を発表。

21日
- 【Jリーグ】アルビレックス新潟が黒崎久志監督と西ヶ谷隆之ヘッドコーチを成績不振により解任した。

27日
- 【Jリーグ】 J2横浜FCの三浦知良が対ガイナーレ鳥取戦でゴールし、45歳3ヶ月での最年長ゴール記録を更新。

29日
- 【Jリーグ】大宮アルディージャが鈴木淳監督と石井知幸ヘッドコーチを成績不振により解任した。

### 6月
1日
- 【イタリア】八百長問題に揺れるイタリアサッカー界でチェーザレ・プランデッリ代表監督がUEFA欧州選手権の辞退を示唆。数日前にもモンティ首相が「個人的な意見だが、リーグ戦を2-3年中断したほうがよい」と発言。

4日
- 【Jリーグ】大宮アルディージャが解任した鈴木淳監督の後任にジェフ市原（現・ジェフ千葉）等で監督を務めたズデンコ・ベルデニック氏の就任と同じく解任した石井知幸ヘッドコーチの後任として井上卓也氏の就任を発表。

11日
- 【Jリーグ】アルビレックス新潟が解任した黒崎久志監督の後任に柳下正明前ジュビロ磐田監督の就任を発表。

24日
- 【JFA】日本サッカー協会が理事会を開き、定年に伴い退任する小倉純二会長の後任として大仁邦弥副会長が新会長に就任。

### 7月
1日
- 【UEFA】UEFA EURO 2012決勝がウクライナ・キエフのオリンピスキ・スタジアムで開催され、 スペインが イタリアを4-0で下し、大会史上初の連覇を達成し、通算3度目の優勝を果たした。

2日
- 【イギリス】 オリンピック英国男子代表18人が発表された。イングランドから13人、ウェールズから5人が選出され、スコットランドと北アイルランドからは選出されなかった。
- 【JFA】 オリンピック女子日本代表18人が発表された。

5日
- 【なでしこ】J2横浜FCは来シーズンから横浜FCシーガルズを運営すると発表。将来のなでしこリーグ入りを目指す。
- 【FIFA】 国際サッカー評議会は、ゴール判定に関する誤審防止のために判定補助技術の導入することを決めた。早ければ本年12月のFIFAクラブワールドカップから導入される。

11日
- 【FIFA】FIFAは元幹部らの収賄を公表。スイス連邦裁判所が公表を命じた。

21日
- 【Jリーグ】 東日本大震災復興支援 Jリーグスペシャルマッチが行われ、アレッサンドロ・デル・ピエロ（元イタリア代表）が2得点の活躍で会場を沸かせた。

30日
- 【スイス】スイスオリンピック委員会は、Twitterで韓国人を差別する投稿をしたとしてサッカースイス代表のミシェル・モルガネッラを代表から追放したと発表した。

### 8月
9日
- 【FIFA・IOC】ロンドンオリンピック女子決勝がウェンブリー・スタジアムで開催され、 アメリカ合衆国が2-1で 日本を下し3大会連続4回目の優勝。

11日
- 【FIFA・IOC】ロンドンオリンピック男子決勝がウェンブリー・スタジアムで開催され、 メキシコが2-1で ブラジルを下し初優勝。

15日
- 【日本・北朝鮮】文部科学省は、19日に開幕するFIFA U-20女子ワールドカップに参加する北朝鮮チームに入国ビザを発給すると発表。

- 23日
  - 【Jリーグ】 Jリーグから来年度参加が難しいと指摘を受けていた[44]、J2のFC岐阜社長が引責辞任[45]。

25日
- 【Jリーグ】セレッソ大阪がセルジオ・ソアレス監督を解任した。後任に2007年-2011年に同クラブ監督を務めたレヴィー・クルピが復帰。

### 9月
6日
- 【Jリーグ】東京ヴェルディが川勝良一監督の辞任を発表。

11日
- 【Jリーグ】東京ヴェルディが辞任した川勝良一監督の後任に同クラブコーチの高橋真一郎が就任した事を発表。

9日
- 【なでしこリーグ】なでしこリーグカップ決勝がNACK5スタジアム大宮で開催され日テレ・ベレーザが3－2でINAC神戸レオネッサを3－2で下し3大会連続3回目の優勝。

12日
- 【UEFA】UEFAクラブ・ファイナンシャル・コントロール機関は、給与の未払いなど財務に関する重大な問題が発覚したとしてアトレティコ・マドリード、マラガCF、スポルティングCPなど計23のクラブに対して報奨金の支払いを一時的に差し止めると発表した。

18日
- 【Jリーグ】ベストメンバー規定違反があったとして、J1ヴィッセル神戸に1000万円の制裁金を科すと発表。ナビスコカップ1次リーグ敗退が決まった後の、6月27日の横浜F・マリノス戦でメンバーを大幅に変更したことが規定違反と見なされた。

29日
- 【Jリーグ】J1第27節コンサドーレ札幌が川崎フロンターレに0-1で敗れ、16位以下が確定し来季の最多となる4回目のJ2降格が決定。

30日
- 【Jリーグ】J2第36節台風17号接近の為、徳島ヴォルティス-京都サンガ（ポカリスエットスタジアム）、湘南ベルマーレ-ロアッソ熊本（BMW スタジアム）、松本山雅FC-FC岐阜（松本）の3試合が中止、台風が理由の試合開始前中止は2010年10月30日の湘南ベルマーレ- -大宮アルディージャ戦以来。

### 10月
13日
- 【セネガル】アフリカネイションズカップ2013 2次予選の第2戦セネガル対コートジボワール戦で、後半コートジボワールのディディエ・ドログバが2得点目となるPKを決めて2-0とすると、スタンドから火の手が上がり、石や缶、瓶が選手をめがけて投げられた。40分間の中断の後に打ち切りとなった。

14日
- 【Jリーグ】J2第38節ヴァンフォーレ甲府が湘南ベルマーレと2-2で引き分け勝点を78とし2位以内が確定し2年ぶりのJ1昇格が決定。

20日
- 【ジンバブエ】ジンバブエサッカー協会は、八百長に関わったとして13人の関係者を永久追放したと発表した。

21日
- 【Jリーグ】J2第39節でヴァンフォーレ甲府がアビスパ福岡に3-2で勝利し、ヴァンフォーレ甲府のJ2優勝が決定。

22日
- 【JFL】SAGAWA SHIGA FCが2012年シーズンをもってチームの活動停止を発表。

24日
- 【グアテマラ】5月25日に行われた国際親善試合コスタリカ対グアテマラ戦などで八百長を行ったとして、グアテマラ代表の3選手にFIFAから永久活動停止処分が下された。

28日
- 【なでしこリーグ】なでしこリーグ第16節INAC神戸レオネッサが4-1で岡山湯郷Belleに勝ち、2年連続2回目の優勝。
- 【なでしこチャレンジリーグ】なでしこチャレンジリーグ第21節ベガルタ仙台レディースが5-0でスフィーダ世田谷FCに勝ち、来シーズンのなでしこリーグ昇格が決定。

29日
- 【Jリーグ】アビスパ福岡が前田浩二監督を解任した。シーズン終了まで池田太ヘッドコーチが暫定で指揮を執る。

### 11月
1日
- 【JFA・女子日本代表】9月末で契約を満了した佐々木則夫 監督と再契約を結んだ事を日本サッカー協会が発表。

3日
- 【Jリーグ】ヤマサキナビスコカップ決勝が国立競技場で行われ延長戦の末、鹿島アントラーズが2-1で清水エスパルスを下し2年連続5回目の優勝。

8日
- 【Jリーグ】ヴィッセル神戸が西野朗監督を解任した。後任に同クラブヘッドコーチの安達亮が就任。

11日
- 【Jリーグ】J2最終節で湘南ベルマーレがFC町田ゼルビアに3-0で勝利した事により2位が確定し、3年ぶりのJ1昇格が決定。
  - また、この試合で敗れたFC町田ゼルビアは22位が確定し、JFLとの入れ替え対象チームとなる事が決定。

- 【JFL】JFL第33節でAC長野パルセイロが藤枝MYFCに0-1で敗れた事により、V・ファーレン長崎のリーグ初優勝が決定。

12日
- 【Jリーグ】Jリーグ臨時理事会で来季のV・ファーレン長崎のJ2昇格、FC町田ゼルビアのJFL降格が決定。

23日
- 【Jリーグ】J1昇格プレーオフ決勝が国立競技場で行われ、大分トリニータがジェフユナイテッド千葉を1-0で下し、4年ぶりのJ1昇格が決定。

24日
- 【Jリーグ】J1第33節でサンフレッチェ広島がセレッソ大阪に4-1で勝利し、ベガルタ仙台がアルビレックス新潟に0-1で敗れた事により、サンフレッチェ広島のJ1初優勝が決定。

### 12月
1日
- 【Jリーグ】J1最終節でガンバ大阪がジュビロ磐田に1-2で敗れた事により17位が確定し、クラブ史上初のJ2降格、（旧JSL時代を含めると1986年度以来26年ぶりの2部降格）が決定。
  - また、同日の試合でヴィッセル神戸がサンフレッチェ広島に0-1で敗れた事により16位が確定し、7年ぶり2度目のJ2降格が決定。

2日
- 【オランダ】アルメレで行われたユースサッカーのバウテンボイース対ニーウ・スローテンの試合で、副審を務めたリシャルト・ニーウェンハウゼンさんが、試合終了後、ニーウ・スローテンの選手数人から殴る蹴るなどの暴行を受け、翌日に死亡した。なお、この事件で3人が逮捕された。

3日
- 【Jリーグ】今年度のJリーグアウォーズで最優秀選手賞に佐藤寿人（サンフレッチェ広島）、最優秀監督賞に森保一（サンフレッチェ広島）等を選出。

16日
- 【FIFA】FIFAクラブワールドカップ2012決勝が横浜国際総合競技場で行われ、南米代表のコリンチャンスが欧州代表のチェルシーを1-0で下し、8大会ぶり2度目の優勝を決めた。

24日
- 【JFA】第34回皇后杯全日本女子サッカー選手権大会決勝が行われINAC神戸レオネッサがジェフ千葉レディースを1-0で下し3年連続3回目の優勝。

## 国内リーグ・カップ戦優勝クラブ

### ヨーロッパ
- アイスランド
  - 〈リーグ〉ウルヴァルステイルト2012 - FHハフナルフィヨルズゥル
- アイルランド
  - 〈リーグ〉リーグ・オブ・アイルランド2012 - スライゴ・ローヴァーズFC
- イスラエル
  - 〈リーグ〉イスラエル・プレミアリーグ2011-12 - ハポエル・イロニ・キリヤット・シュモナFC
- イタリア
  - 〈リーグ〉セリエA 2011-2012 - ユヴェントスFC
  - 〈リーグカップ〉コッパ・イタリア2011-12 - SSCナポリ
- イングランド
  - 〈リーグ〉プレミアリーグ2011-2012 - マンチェスター・シティFC
  - 〈オープンカップ〉FAカップ2011-12 - チェルシーFC
  - 〈リーグカップ〉カーリング・カップ2012 - リヴァプールFC
- ウェールズ
  - 〈リーグ〉ウェルシュ・プレミアリーグ2011-12 ザ・ニュー・セインツFC
- ウクライナ
  - 〈リーグ〉ウクライナ・プレミアリーグ2011-12 - FCシャフタール・ドネツク
- エストニア
  - 〈リーグ〉メスタリリーガ2012 - ノーメ・カリュFC
- オーストリア
  - 〈リーグ〉ブンデスリーガ2011-12 - レッドブル・ザルツブルク
- オランダ
  - 〈リーグ〉エールディヴィジ2011-12 - アヤックス・アムステルダム
  - 〈リーグカップ〉KNVBカップ2012 - PSVアイントホーフェン
- 北アイルランド
  - 〈リーグ〉IFAプレミアシップ2011-12 - リンフィールドFC
- ギリシャ
  - 〈リーグ〉ギリシャ・スーパーリーグ2011-12 - オリンピアコスFC
  - 〈リーグカップ〉キペロ・エラーダス2012 - オリンピアコスFC
- クロアチア
  - 〈リーグ〉プルヴァHNL2011-12 - NKディナモ・ザグレブ
- スイス
  - 〈リーグ〉スーパーリーグ2011-12 - FCバーゼル
- スウェーデン
  - 〈リーグ〉アルスヴェンスカン2012 - IFエルフスボリ
- スコットランド
  - 〈リーグ〉スコティッシュ・プレミアリーグ2011-12 - セルティックFC
  - 〈リーグカップ〉スコティッシュリーグカップ2011-12 - キルマーノックFC
- スペイン
  - 〈リーグ〉リーガ・エスパニョーラ2011-2012 - レアル・マドリード
  - 〈リーグカップ〉コパ・デル・レイ2011-12 - FCバルセロナ
- スロバキア
  - 〈リーグ〉ツォルゴン・リーガ2011-12 - MŠKジリナ
- セルビア
  - 〈リーグ〉セルビア・スーペルリーガ2011-12 - パルチザン・ベオグラード
- チェコ
  - 〈リーグ〉ガンブリヌス・リーガ2011-12 - FCスロヴァン・リベレツ
- デンマーク
  - 〈リーグ〉デンマーク・スーペルリーガ2011-12 - FCノアシェラン
- ドイツ
  - 〈リーグ〉ドイツ・ブンデスリーガ2011-2012 - ボルシア・ドルトムント
  - 〈リーグカップ〉DFBポカール2012 - ボルシア・ドルトムント
- トルコ
  - 〈リーグ〉スュペル・リグ2011-12 - ガラタサライSK
- ノルウェー
  - 〈リーグ〉エリテセリエン2012 - モルデFK
- ハンガリー
  - 〈リーグ〉ネムゼティ・バイノクシャーグI2011-12 - デブレツェニVSC
- フランス
  - 〈リーグ〉リーグ・アン2011-2012 - モンペリエHSC
  - 〈オープンカップ〉クープ・ドゥ・フランス2012 - オリンピック・リヨン
  - 〈リーグカップ〉クープ・ドゥ・ラ・リーグ2012 - オリンピック・マルセイユ
- ブルガリア
  - 〈リーグ〉ブルガリアプロサッカーリーグ2011-12 - PFCルドゴレツ・ラズグラド
- ベルギー
  - 〈リーグ〉ジュピラー・プロ・リーグ2011-12 - RSCアンデルレヒト
- ボスニア・ヘルツェゴビナ
  - 〈リーグ〉プレミイェル・リーガ2011-12 - FKジェリェズニチャル・サラエヴォ
- ポーランド
  - 〈リーグ〉エクストラクラサ2011-12 - シロンスク・ヴロツワフ
- ポルトガル
  - 〈リーグ〉リーガ・ゾン・サグレス2011-12 - FCポルト
- モルドバ
  - 〈リーグ〉ディヴィジア・ナツィオナラ2011-12 - FCシェリフ・ティラスポリ
- ルーマニア
  - 〈リーグ〉リーガ1 2011-12 - CFRクルージュ
- ロシア
  - 〈リーグ〉ロシア・プレミアリーグ2011-12 - FCゼニト・サンクトペテルブルク

### 南米
- アルゼンチン
  - 〈リーグ〉プリメーラ・ディビシオン - 2011-12後期：アルセナルFC、2012-13前期：CAベレス・サルスフィエルド
- ウルグアイ
  - 〈リーグ〉プリメーラ・ディビシオン2011-12 - ナシオナル
- エクアドル
  - 〈リーグ〉セリエA2012 - バルセロナSC
- コロンビア
  - 〈リーグ〉カテゴリア・プリメーラA2012 - 前期：インデペンディエンテ・サンタフェ、後期：ミジョナリオスFC
- チリ
  - 〈リーグ〉プリメーラ・ディビシオン2012 - 前期：ウニベルシダ・デ・チレ、後期：CDウアチパト
- パラグアイ
  - 〈リーグ〉リーガ・パラグアージャ2012 - 前期：セロ・ポルテーニョ、後期：リベルタ
- ブラジル
  - 〈リーグ〉カンピオナート・ブラジレイロ・セリエA 2012 - フルミネンセFC
- ペルー
  - 〈リーグ〉プリメーラ・ディビシオン2012 - スポルティング・クリスタル

### 北中米カリブ海
- アメリカ、カナダ
  - 〈リーグ〉メジャーリーグサッカー2012 - ロサンゼルス・ギャラクシー
  - 〈オープンカップ〉USオープンカップ2012 - スポルティング・カンザスシティ
- コスタリカ
  - 〈リーグ〉プリメーラ・ディビシオン - 2011-12後期：CSエレディアーノ、2012-13前期：LDアラフエレンセ
- メキシコ
  - 〈リーグ〉プリメーラ・ディビシオン - 2011-12後期：サントス・ラグナ、2012-13前期：クルブ・ティフアナ

### アフリカ
- アルジェリア
  - 〈リーグ〉アルジェリア・シャンピオナ・ナシオナル2011-12 - ESセティフ
- エジプト
  - 〈リーグ〉エジプト・プレミアリーグ2011-12 - 暴動で中止
- コートジボワール
  - 〈リーグ〉コートジボワール・プレミア・ディビジョン2012 - セウェ・スポール
- コンゴ民主共和国
  - 〈リーグ〉リナフット2012 - TPマゼンベ
- チュニジア
  - 〈リーグ〉チュニジア・リーグ2011-12 - エスペランス・スポルティーブ・ドゥ・チュニス
- ナイジェリア
  - 〈リーグ〉ナイジェリア・プレミアリーグ2012 - カノ・ピラーズ

### アジア
- イラン
  - 〈リーグ〉ペルシアン・ガルフ・プロリーグ2011-12 - フーラッド・モバラケ・セパハンFC
- オーストラリア
  - 〈リーグ〉Aリーグ2011-12 - ブリスベン・ロアーFC
- 韓国
  - 〈リーグ〉Kリーグ 2012 - FCソウル
  - 〈オープンカップ〉韓国FAカップ2012 - 浦項スティーラース
- サウジアラビア
  - 〈リーグ〉サウジ・プロフェッショナルリーグ2011-12 - アル・シャバブ・リヤド
- タイ
  - 〈リーグ〉タイ・プレミアリーグ2012 - ムアントン・ユナイテッド
- 中国
  - 〈リーグ〉中国スーパーリーグ2012 - 広州恒大淘宝足球倶楽部
- 日本
  - 〈リーグ〉J1リーグ 2012 - サンフレッチェ広島
  - 〈オープンカップ〉第91回天皇杯 - FC東京
  - 〈リーグカップ〉2012Jリーグヤマザキナビスコカップ - 鹿島アントラーズ
- ベトナム
  - 〈リーグ〉Vリーグ 2012 - ダナンFC

## クラブチームによる国際大会
CONCACAFチャンピオンズリーグ2011-12
- 4月25日（決勝）
  -  CFモンテレイ（2年連続2回目）

UEFAヨーロッパリーグ 2011-12
- 5月9日（決勝）
  -  アトレティコ・マドリード（2年ぶり2回目）

OFCチャンピオンズリーグ2011-12
- 5月12日（決勝）
  -  オークランド・シティFC（2年連続4回目）

UEFA女子チャンピオンズリーグ 2011-12
- 5月17日（決勝）
  -  オリンピック・リヨン（2年連続2回目）

UEFAチャンピオンズリーグ 2011-12
- 5月19日（決勝）
  -  チェルシーFC（初優勝）

コパ・リベルタドーレス2012
- 7月4日（決勝）
  -  SCコリンチャンス・パウリスタ（初優勝）

AFCチャンピオンズリーグ2012
- 11月10日（決勝）
  -  蔚山現代FC（初優勝）

FIFAクラブワールドカップ2012
- 12月16日（決勝）
  -  SCコリンチャンス・パウリスタ（8大会ぶり2回目）

## ナショナルチームによる国際大会
アフリカネイションズカップ2012
- 1月21日 - 2月12日（ 赤道ギニア・ ガボン）
  -  ザンビア（初優勝）

OFCネイションズカップ2012
- 6月1日 - 6月10日（ ソロモン諸島）
  -  タヒチ（初優勝）

UEFA EURO 2012
- 6月8日 - 7月1日（ ポーランド・ ウクライナ）
  -  スペイン（2大会連続3回目）

### 年代別代表
2012年ロンドンオリンピックのサッカー競技・男子
- 7月26日 - 8月11日（ イギリス）
  -  メキシコ（初優勝）

### 女子
2012年ロンドンオリンピックのサッカー競技・女子
- 7月25日 - 8月9日（ イギリス）
  -  アメリカ（3大会連続4回目）

2012 FIFA U-20女子ワールドカップ
- 8月19日 - 9月8日（ 日本）
  -  アメリカ（2大会ぶり3回目）

2012 FIFA U-17女子ワールドカップ
- 9月22日 - 10月13日（ アゼルバイジャン）
  -  フランス（初優勝）

### フットサル
2012 FIFAフットサルワールドカップ
- 11月1日 - 11月18日（ タイ）
  -  ブラジル（2大会連続5回目）

## 日本

### クラブチームによる国内大会

#### 男子中心
第91回天皇杯全日本サッカー選手権大会
- 決勝 1月1日・国立霞ヶ丘競技場陸上競技場
  - FC東京 4 - 2 京都サンガF.C.
    - FC東京は初優勝。

Fリーグ 2011-12
- 2011年7月30日 - 2012年2月12日
  - 優勝 名古屋オーシャンズ
    - 名古屋オーシャンズは5年連続5回目の優勝

FUJI XEROX SUPER CUP2012
- 3月3日・国立霞ヶ丘競技場陸上競技場
  - 柏レイソル 2 - 1 FC東京
    - 柏レイソルは初優勝。

Jリーグヤマザキナビスコカップ2012
- 決勝 11月3日・国立霞ヶ丘陸上競技場
  - 鹿島アントラーズ 2 - 1 （延長）清水エスパルス
    - 鹿島アントラーズは2年連続5回目の優勝。

第14回日本フットボールリーグ(JFL)
- 3月11日 - 11月18日
  - 優勝 V・ファーレン長崎
    - V・ファーレン長崎は初優勝。

Jリーグ 2012
- J2
  - 3月4日 - 11月11日
    - 優勝 ヴァンフォーレ甲府
- J1
  - 3月10日 - 12月1日
    - 優勝 サンフレッチェ広島
      - サンフレッチェ広島は初優勝。

#### 女子
第33回全日本女子サッカー選手権大会
- 決勝 1月1日・国立霞ヶ丘陸上競技場
  - INAC神戸レオネッサ 3 - 0 アルビレックス新潟レディース
    - INAC神戸レオネッサは2年連続2回目の優勝。

なでしこリーグカップ2012
- 決勝 9月9日・NACK5スタジアム大宮
  - 日テレ・ベレーザ 3 - 2 INAC神戸レオネッサ
    - 日テレ・ベレーザは3大会連続3回目の優勝。

2012 日本女子サッカーリーグ
- 4月14日 - 11月11日（なでしこリーグ）、4月7日 - 11月11日（チャレンジリーグ）
  - なごしこリーグ INAC神戸レオネッサ 勝点52（2年連続2回目）
  - チャレンジリーグ ベガルタ仙台レディース 勝点62（初優勝）

第34回皇后杯全日本女子サッカー選手権大会
- 決勝 12月24日・NACK5スタジアム大宮
  - INAC神戸レオネッサ 1  - 0ジェフ千葉レディース
    - INAC神戸レオネッサは3年連続3回目の優勝。

#### 学生・ユースクラブ
第60回全日本大学サッカー選手権大会
- 決勝 1月5日・国立霞ヶ丘陸上競技場
  - 専修大学 3 - 0 明治大学
    - 専修大学は初優勝。

第20回全日本大学女子サッカー選手権大会
- 決勝 1月5日・国立霞ヶ丘陸上競技場
  - 日本体育大学 1 - 1 神奈川大学 (両校優勝)
    - 日本体育大学は3年ぶり14回目、神奈川大学は初優勝。

第15回全日本女子ユース (U-18)サッカー選手権大会
- 決勝 1月8日・市原緑地運動公園臨海競技場
  - 日テレ・メニーナ 1 - 0 常盤木学園高等学校
    - 日テレ・メニーナは2年連続4回目の優勝。

第90回全国高等学校サッカー選手権大会
- 決勝 1月9日・国立霞ヶ丘陸上競技場
  - 市立船橋（千葉） 2 - 1 四日市中央工（三重）
    - 市立船橋は9年ぶり5回目の優勝。

第36回総理大臣杯全日本大学サッカートーナメント
- 決勝 7月16日・長居スタジアム
  - 阪南大学 3 - 1 専修大学
    - 阪南大学は11年ぶり2回目の優勝。

第36回日本クラブユースサッカー選手権 (U-18)大会
- 決勝 8月4日・ニッパツ三ツ沢球技場
  - 柏レイソルU-18 3 - 2 横浜F・マリノスユース
    - 柏レイソルU-18は初優勝。

平成24年度全国高等学校総合体育大会
- 決勝 8月4日・アルウィン
  - 三浦学苑（神奈川） 2 - 1 武南（埼玉）
    - 三浦学苑は初優勝。

第20回Jリーグユース選手権大会
- 決勝 12月25日・長居スタジアム
  - コンサドーレ札幌U-18 5 - 1 ガンバ大阪ユース
    - コンサドーレ札幌U-18は初優勝。

### 日本男子代表
2014 FIFAワールドカップブラジル大会アジア地区予選

## 死去
カッコ内は生年
- 1月13日 -  ミリャン・ミリャニッチ（旧ユーゴスラビア、ユーゴスラビア代表監督 * 1930年）
- 3月16日 -  エスタニスラオ・バソラ（スペイン代表 * 1926年）
- 4月1日 -  ジョルジョ・キナーリア（イタリア代表 * 1947年）
- 4月3日 -  ホセ・マリア・サラガ（スペイン代表 * 1930年）
- 4月4日 -  モハムド・ヌール（ソマリアサッカー連盟会長）
- 4月14日 -  ピエルマリオ・モロジーニ（U-21イタリア代表 * 1986年）
- 4月16日 -  李京煥（朝鮮語版）（* 1988年）
- 5月4日 -  ラシディ・イエキニ（ナイジェリア代表 * 1963年）
- 6月7日 -  マヌエル・プレシアード（* 1957年）
- 6月24日 -  ミキ・ロケ（U-19スペイン代表 * 1988年）
- 8月16日 -  張鉉奎（朝鮮語版）（* 1981年）
- 10月11日 -  ヘルムート・ハーラー（西ドイツ代表 * 1939年）
- 10月19日 -  トーマス・マディゲイジ（南アフリカ代表選手、コーチ * 1970年）
- 12月4日 -  ミゲル・カレロ（コロンビア代表 * 1971年）
- 12月28日 -  ヴァーツラフ・ドロブニー（英語版）（チェコ代表 * 1980年）

## 脚註
1. ↑  審判員とのプロフェッショナル契約の件（協議資料 No.5） 平成23年度 第9回理事会協議事項 2012年1月12日付参照
2. ↑  “アルテ高崎、JFLからの退会について”.  日本フットボールリーグ (2012年1月13日). 2012年1月15日閲覧。
3. ↑  『2012シーズンよりJ2・JFL入れ替え制度導入および「J2・JFL入れ替え戦（仮称）」大会方式について』（プレスリリース）日本プロサッカーリーグ、2012年1月17日。2012年1月17日閲覧。
4. ↑  U-20女子W杯日本開催へ、政府が承認 サンケイスポーツ 2012年2月8日閲覧
5. ↑  FIFA U-20女子ワールドカップ、日本開催決定 日本サッカー協会プレスリリース 2012年2月8日閲覧
6. ↑  エジプト、今季のプレミアリーグの開催中止を決定 Qoly Football Web Magazine 2012年4月1日閲覧
7. ↑  韓国 八百長選手に厳罰 スポーツニッポン 2012年3月20日閲覧
8. ↑  横浜FC 岸野靖之監督解任のお知らせ 横浜FC公式サイト 2012年3月20日閲覧
9. ↑  山口素弘氏監督就任のお知らせ 横浜FC公式サイト 2012年3月22日閲覧
10. ↑  エジプト暴動で、クラブを1年間国内大会から締め出し goal.com 2012年3月29日閲覧
11. ↑  ガンバ大阪 コーチングスタッフの解任ならびに新コーチングスタッフ体制の発表 ならびに強化本部長の辞任について ガンバ大阪公式サイト 2012年3月29日閲覧
12. ↑  「公益社団法人」への移行について Jリーグ公式サイト 2012年4月2日閲覧
13. ↑  セリエ、また八百長容疑で選手が逮捕 「金のためにオウンゴールした」 goal.com 2012年4月3日閲覧
14. ↑  群馬県民のチームに…J2草津 来季から「ザスパクサツ群馬」 スポーツニッポン 2012年4月3日閲覧
15. ↑  自爆テロによりソマリアサッカー連盟会長が死亡 Qoly Football Web Magazine 2012年4月7日閲覧
16. ↑  相馬直樹監督 契約解除のお知らせ 川崎フロンターレ公式サイト 2012年4月15日閲覧
17. ↑  選手が試合中倒れ死亡、週末のセリエA中止 サンケイスポーツ 2012年4月15日閲覧
18. ↑  朝日新聞2012年4月16日夕刊4版 9ページ
19. ↑  シーズン最多41点！ロナウド新記録 メッシも2時間後追いついた スポーツニッポン 2012年4月16日閲覧
20. ↑  八百長事件の元Kリーグ選手自殺か…軍隊入隊を悲観 スポーツニッポン 2012年4月16日閲覧
21. ↑  アルジェリアリーグで暴動、代表選手が刺される事態に Qoly Football Web Magazine 2012年4月29日閲覧
22. ↑  風間八宏氏 監督就任のお知らせ 川崎フロンターレ お知らせ 2012年4月23日告示
23. ↑  なでしこ、同組にスウェーデン＝男子はスペインと初戦－五輪サッカー 時事通信 2012年4月24日閲覧
24. ↑  アルジェリアのクラブで選手がストライキ Qoly Football Web Magazine 2012年4月29日閲覧
25. ↑  FIFA、ゴール判別システムの導入計画を発表 Qoly Football Web Magazine 2012年4月29日閲覧
26. ↑  ポルトガルのチーム 給料遅配、8人で試合…選手が現金持って逃走も スポーツニッポン 2012年5月1日閲覧
27. ↑  フィオレンティーナ監督、選手を殴って解任 goal.com 2012年5月6日閲覧
28. ↑  香川有終アシスト／ブンデス 日刊スポーツ 2012年5月6日閲覧
29. ↑  朝日新聞 2012年5月9日朝刊14版 22ページ
30. ↑  朝日新聞 2012年5月14日夕刊4版 11ページ
31. ↑  朝日新聞2012年5月18日朝刊14版 23-24ページ
32. ↑  朝日新聞 2012年5月28日朝刊14版 18ページ
33. ↑  朝日新聞 2012年6月2日朝刊14版 22ページ
34. ↑  CNN. “イタリア首相「サッカーリーグ中断すべき」 八百長問題で”. 2012年6月3日閲覧。[リンク切れ]
35. ↑  朝日新聞 2012年6月25日朝刊14版 29ページ
36. ↑  朝日新聞 2012年7月3日朝刊14版 18ページ
37. ↑  沢、丸山ら18人 なでしこ五輪代表発表 日刊スポーツ 2012年7月2日閲覧
38. ↑  朝日新聞 2012年7月6日朝刊14版 34ページ
39. ↑  朝日新聞 2012年7月6日夕刊4版 11ページ
40. ↑  朝日新聞 2012年7月13日朝刊14版 28ページ
41. ↑  朝日新聞 2012年7月22日朝刊14版 16ページ
42. ↑  モルガネッラ、韓国人差別のツイートで代表追放 Qoly Football Web Magazine 2012年7月31日閲覧
43. ↑  朝日新聞 2012年8月16日朝刊13版 12ページ
44. ↑  朝日新聞 2012年8月22日朝刊14版 19ページ
45. ↑  朝日新聞 2012年8月24日朝刊14版 26ページ
46. ↑  23クラブの報奨金が支払い差し止めに UEFA公式サイト 2012年9月12日閲覧
47. ↑  朝日新聞 2012年9月19日朝刊14版 16ページ
48. ↑  “セネガルサポーターの暴動で試合中止、アフリカ杯予選”. AFP. (2012年10月14日) 2012年10月16日閲覧。
49. ↑  “ジンバブエ協会、元代表監督らを永久追放”. Qoly Football Web Magazine. (2012年10月20日) 2012年11月1日閲覧。
50. ↑  『SAGAWA SHIGA FC、JFLからの退会について』（プレスリリース）日本フットボールリーグ、2012年10月22日。2012年10月22日閲覧。
51. ↑  “Three Guatemalan players banned for life”.   FIFA公式サイト (2012年10月24日). 2012年10月25日閲覧。
52. ↑  前田 浩二監督 今季契約について アビスパ福岡公式サイト 2012年10月29日閲覧
53. ↑  監督交代のお知らせ ヴィッセル神戸公式サイト 2012年11月8日閲覧
54. ↑  “オランダで副審殺人事件、アマチュアサッカーの少年が暴行”.   スポーツナビ (2012年12月5日). 2012年12月8日閲覧。
55. ↑  “オランダオランダで審判が殴り蹴り殺される”.   日刊スポーツ (2012年12月5日). 2012年12月8日閲覧。